# Ostrów (województwo warmińsko-mazurskie)
Ostrów (niem. Werder) – osada w Polsce położona w województwie warmińsko-mazurskim, w powiecie ełckim, w gminie Stare Juchy.
W latach 1975–1998 miejscowość położona była w województwie suwalskim.